# Денніс Клатт
Денніс Г. Клатт (англ. Dennis H. Klatt, 31 березня 1938 — 30 грудня 1988) — американський дослідник у галузі мови та слуху. Клатт був піонером комп'ютеризованого синтезу мовлення і створив інтерфейс, який вперше дозволив мовлення для непрофесійних користувачів. До нього, невербальним особам, щоб взагалі мати можливість говорити, потрібна була підтримка спеціаліста. Синтезатор мови DECtalk, найбільш відомий як голос Стівена Гокінга, базувався на власному голосі Клатта, який Гокінг вирішив зберегти навіть після того, як стали доступними інші.

## Біографія
Денніс Клатт народився в Мілвокі, штат Вісконсин, 31 березня 1938 року. Отримав ступінь бакалавра та магістра електротехніки в Університеті Пердью, Вест-Лафаєтт, штат Індіана, у 1960 і 1961 роках відповідно, і ступінь доктора наук з комунікації в Університеті Мічигану, Анн-Арбор, в 1964 році. У 1965 році почав працювати в Массачусетському технологічному інституті асистентом (assistant professor), у 1978 став старшим науковим співробітником, і далі працював у MIT до кінця життя.
Клатт написав понад 60 наукових праць і був нагороджений Срібною медаллю з мовленнєвої комунікації від Американського акустичного товариства за «фундаментальний і прикладний внесок у синтез і розпізнавання мови», а також медаллю Джона Прайса Ветерілла від Інституту Франкліна «за проектування машини, яка може озвучувати письмову мову», обидві в 1987 році.
Клатт розробив повну систему синтезу мовлення з англійського тексту, і його дослідження призвело до детального уточнення правил тривалості сегментів англійською мовою. Упродовж своєї кар'єри Клатт зберігав живий інтерес до того, щоб результати його роботи застосовувались для особливих потреб сліпих та інших осіб з інвалідністю, таких як робота над синтезатором голосу Стівена Хокінга. Він помер у Кембриджі, штат Массачусетс, 30 грудня 1988 року, після тривалої боротьби з раком, який також відібрав у нього голос.